# Лен Гаттон
Лен (Леонард) Гаттон (англ. Len (Leonard) Hutton; 23 червня 1916 — 6 вересня 1990) — англійський крикетист.

## Спортивна кар'єра
Був капітаном збірної Англії в 23 матчах (1952 — 1956) і першим капітаном професійної збірної. У 1938 на стадіоні Овал в матчі проти Австралії заробив 364 очки, що було світовим рекордом до його побиття Гарі Соуберсом у 1958 році.
Під час другої світової війни у 1941 році Гаттон в школі підготовки командос пошкодив ліву руку так сильно, що знадобилось три операції, для того, щоб відновити її діяльність. Він знаходився в лікарні протягом восьми місяців, перш ніж він був остаточно виписаний, його ліва рука була ослаблена і приблизно на 5 см коротша за праву. Тим не менш, наполегливо тренуючись, йому вдалося повернутися у великий спорт, і навіть стати капітаном збірної Англії.
У 1953 р. знявся у спортивній кінокомедії «The Final Test».
Отримав титул лицаря за заслуги в галузі спорту в 1956.
Похований на цвинтарі Патні-Вейл.